# Homare Sawa
Homare Sawa (jap. 澤穂希 Sawa Homare; ur. 6 września 1978 w Tokio) – japońska piłkarka, pomocnik reprezentacji Japonii i japońskiego klubu INAC Kobe Leonessa. Pięciokrotna uczestniczka mistrzostw świata. Nie uczestniczyła tylko w pierwszej edycji tej imprezy. Rekordzistka pod względem występów oraz zdobytych bramek w reprezentacji. W 2004 roku wybrana najlepszą zawodniczką w Azji.